# روزاليندا (مسلسل)
روزاليندا مسلسل مكسيكي مدبلج إلى العربية ولغات أخرى، يتكون من 70 حلقة بالدبلجة و80 حلقة بالنسخة الأصلية أنتج وبث من قبل مؤسسة تيليفيزا سنة 1999 وعرض في الوطن العربي على قناة 2M المغربية سنة 2001 , LBC سنة 2002

## القصة
روزاليندا فتاة فقيرة رائعة الجمال تعمل بائعة أزهار، تلتقي صدفة شابا ثريا يدعى فرناندو فيقعان في حب بعضعهما، وسيكون بينهما قصة حب رائعة، لكن ترفض والدة فرناندو علاقة إبنها بالفتاة البائعة للأزهار روزاليندا، لكنه يقاوم الضغوط ويتزوج من فتاة أحلامه. ولكن سيقع شيء لم يكن في الحسبان سيعرف فرناندو أن أم روزاليندا هي قاتلة أبيه، عندها سيكره روزاليندا ويهجرها وهي حامل، مما يؤدي إلى ولادتها قبل الأوان، فتخطف والدة فرناندو الطفل فتصاب روزاليندا بالجنون. ثم ستسجن روزاليندا في مستشفى للأمراض العقلية لكن بعد فترة ستظهر الحقيقة وسيعرف فرناندو أن أباه لم يقتل على يد أم حبيبته وزوجته. لكن سيكون الأوان قد فات، حيث سيحرق مستشفى الأمراض العقلية الذي كانت فيه روزاليندا وسيظن الجميع على أنها روزاليندا قد ماتت، وستصبح روزاليندا في الشارع وستصبح لها شخصية جديدة ولن تتذكر ماضيها وستلتقي حبيبها فرناندو بشخصية جديدة وأحدهما لا يعرف شيئا عن الآخر ولكن سيحبان بعضهما ثانية ولكن عندما تتذكر روزاليندا ماضيها هل ستكره حبيبها ووالد إبنتها وهكذا تستمر الأحداث.

## الممثلون

### الممثلون الرئيسيون
- تاليا بدور روزاليندا بيريز روميرو\بالوما دورانتيس
- فيرناندو كاريو بدور فرناندو ألتاميرانو ديل كاستيو
- أنجيليكا ماريا بدور سوليداد مارتا روميرو
- لوبيتا فيرير بدور الدونا فاليريا ديل كاستيو

### ممثلون متكررون
- نورا ساليناس بدور فيدرا بيريز روميرو
- أدريانا فونسيكا بدور لوسيا بيريز روميرو
- إلفيرا مونسيل بدور بيرتا ألفاريس
- خورخي دي سيلفا بدور روبرتو «بيتو» بيريز روميرو
- رينيه مونوز بدور فلورنتينو روساس
- إدواردو لونا بدور أنيبال إدواردو ريفيرا باتشيكو
- فيكتور نورييغو بدور أليخاندرو «أليكس» دورانتيس
- ميغيل أنغيل رودريغير بدور خافيير بيريز
- أناستازيا أكوستا بدور ألكيرا أوردونيز
- نينيون سيفيا بدور أسينسيون
- ريناتا فلوريس بدور زويلا باريغا
- أليخاندرو أفيلا بدور غيراردو نافاريتي
- لورا زاباتا بدور فيرونيكا ديل كاسيتو دي ألتاميرانو
- إيفونا مونتيرو بدور سيلينا باريغا
- غوليرمو غارسيا كانتو بدور خوسيه فرناندو ألتامريانو
- سوزانا كونزاليس بدور لوز إليانا
- سابين موسيير بدور كريستينا

## وصلات خارجية
- روزاليندا على موقع IMDb (الإنجليزية)
- روزاليندا على موقع فيلمافينيتي (الإسبانية)
- روزاليندا على موقع كينوبويسك (الروسية)
- روزاليندا على موقع قاعدة بيانات الفيلم (الإنجليزية)